# Кубок Німеччини з футболу 1970—1971
Кубок Німеччини з футболу 1970—1971 — 28-й розіграш кубкового футбольного турніру в Німеччині, 19 кубковий турнір на території Федеративної Республіки Німеччина після закінчення Другої світової війни. У кубку взяли участь 32 команди. Переможцем кубка Німеччини вп'яте стала мюнхенська Баварія.

## Регламент
У розіграші кубку відбулось нововведення. У випадку, якщо матч-перегравання закінчувався внічию, команди визначали переможця, пробиваючи пенальті (по 5 ударів кожна команда).

## Перший раунд
| Команда 1                           | Рахунок           | Команда 2                     |
| ----------------------------------- | ----------------- | ----------------------------- |
| 12 грудня 1970                      |                   |                               |
| Вестерланд (2)                      | 0:4               | Боруссія (Дортмунд)           |
| Ваттеншайд 09 (2)                   | 1:2               | Герта (Західний Берлін)       |
| Боруссія (Нойнкірхен) (2)           | 0:1               | Кайзерслаутерн                |
| Хайльброн (2)                       | 2:0               | Кікерс (Оффенбах)             |
| Ройтлінген-1905 (2)                 | 2:5               | Кельн                         |
| Альзенборн (2)                      | 1:1 дч            | Боруссія (Менхенгладбах)      |
| Тасманія 1900 (Західний Берлін) (2) | 1:0               | Айнтрахт (Брауншвейг)         |
| Ганновер 96                         | 2:3 дч            | Гамбург                       |
| Рот-Вайс (Обергаузен)               | 4:3               | Рот-Вайс (Ессен)              |
| 13 грудня 1970                      |                   |                               |
| Санкт-Паулі (2)                     | 2:3 дч            | Айнтрахт (Франкфурт-на-Майні) |
| Вольфсбург (2)                      | 2:2 дч            | Шальке 04                     |
| Фортуна (Дюссельдорф) (2)           | 3:1 дч            | Вердер                        |
| Гомбург (2)                         | 1:1 дч            | Дуйсбург                      |
| Гольштайн (Кіль) (2)                | 2:1               | Штутгарт                      |
| Гессен (Кассель) (2)                | 2:2 дч            | Баварія                       |
| Вупперталер (2)                     | 5:0               | Армінія (Білефельд)           |
| 23 грудня 1970 (перегравання)       |                   |                               |
| Шальке 04                           | 1:1 дч (пен. 3:1) | Вольфсбург (2)                |
| Баварія                             | 3:0               | Гессен (Кассель) (2)          |
| Дуйсбург                            | 4:0               | Гомбург (2)                   |
| 30 грудня 1970 (перегравання)       |                   |                               |
| Боруссія (Менхенгладбах)            | 3:1               | Альзенборн (2)                |

## Другий раунд
| Команда 1                      | Рахунок | Команда 2                           |
| ------------------------------ | ------- | ----------------------------------- |
| 20 лютого 1971                 |         |                                     |
| Фортуна (Дюссельдорф) (2)      | 4:0     | Вупперталер (2)                     |
| Кайзерслаутерн                 | 1:1 дч  | Баварія                             |
| Айнтрахт (Франкфурт-на-Майні)  | 1:4     | Кельн                               |
| Гамбург                        | 3:1 дч  | Боруссія (Дортмунд)                 |
| Дуйсбург                       | 2:0     | Тасманія 1900 (Західний Берлін) (2) |
| Гольштайн (Кіль) (2)           | 2:5 дч  | Рот-Вайс (Обергаузен)               |
| Герта (Західний Берлін)        | 1:3     | Боруссія (Менхенгладбах)            |
| Шальке 04                      | 4:0     | Хайльброн (2)                       |
| 30 березня 1971 (перегравання) |         |                                     |
| Баварія                        | 5:0     | Кайзерслаутерн                      |

## Чвертьфінали
| Команда 1                 | Рахунок | Команда 2                |
| ------------------------- | ------- | ------------------------ |
| 7 квітня 1971             |         |                          |
| Кельн                     | 2:0     | Гамбург                  |
| Баварія                   | 4:0     | Дуйсбург                 |
| 8 квітня 1971             |         |                          |
| Фортуна (Дюссельдорф) (2) | 3:1     | Боруссія (Менхенгладбах) |
| Шальке 04                 | 1:0     | Рот-Вайс (Обергаузен)    |

## Півфінали
| Команда 1                 | Рахунок | Команда 2 |
| ------------------------- | ------- | --------- |
| 12 травня 1971            |         |           |
| Фортуна (Дюссельдорф) (2) | 0:1     | Баварія   |
| Шальке 04                 | 2:3     | Кельн     |

## Фінал
| 19 червня 1971 16:00 (CET) |

| Баварія                     | 2:1 дч   | Кельн    |
| --------------------------- | -------- | -------- |
| Бекенбауер 53' Шнайдер 118' | Протокол | Рупп 13' |

| Неккарштадіон, Штутгарт Глядачів: 71 000 Арбітр: Фердінанд Біверсі |